# Obrączka płetwowa
Obrączka płetwowa – obrączka ornitologiczna przystosowana do zakładania na skrzydła u ptaków nielotnych, które charakteryzują się krótkimi skokami, np. u pingwinów.